# Maigret und das Verbrechen in Holland
Maigret und das Verbrechen in Holland (französisch: Un crime en Hollande) ist ein Kriminalroman des belgischen Schriftstellers Georges Simenon. Er gehört zur ersten Staffel von 19 Romanen einer Reihe von insgesamt 75 Romanen und 28 Erzählungen um den Kriminalkommissar Maigret. Der Roman entstand im Mai 1931 an Bord von Simenons Boot Ostrogoth in Morsang-sur-Seine und erschien im Juli des Jahres beim Pariser Verlag Fayard. Die erste deutsche Übersetzung Maigret in Holland von Hansjürgen Wille und Barbara Klau publizierte Kiepenheuer & Witsch im Jahr 1960. Zwanzig Jahre später brachte der Diogenes Verlag eine Neuübersetzung von Renate Nickel unter dem Titel Maigret und das Verbrechen in Holland heraus.
Als ein französischer Professor bei einer Vortragsreise durch die Niederlande in einen Mordfall verwickelt wird, reist Kommissar Maigret aus Paris an, um vor Ort zu ermitteln. Nicht nur die Sprache, auch die Mentalität der Niederländer ist dem Kommissar fremd, der mit seinen unkonventionellen Methoden die Einheimischen ein ums andere Mal vor den Kopf stößt. Doch Maigret lässt sich nicht davon abbringen, das rätselhafte Verbrechen in Holland aufzuklären.

## Inhalt

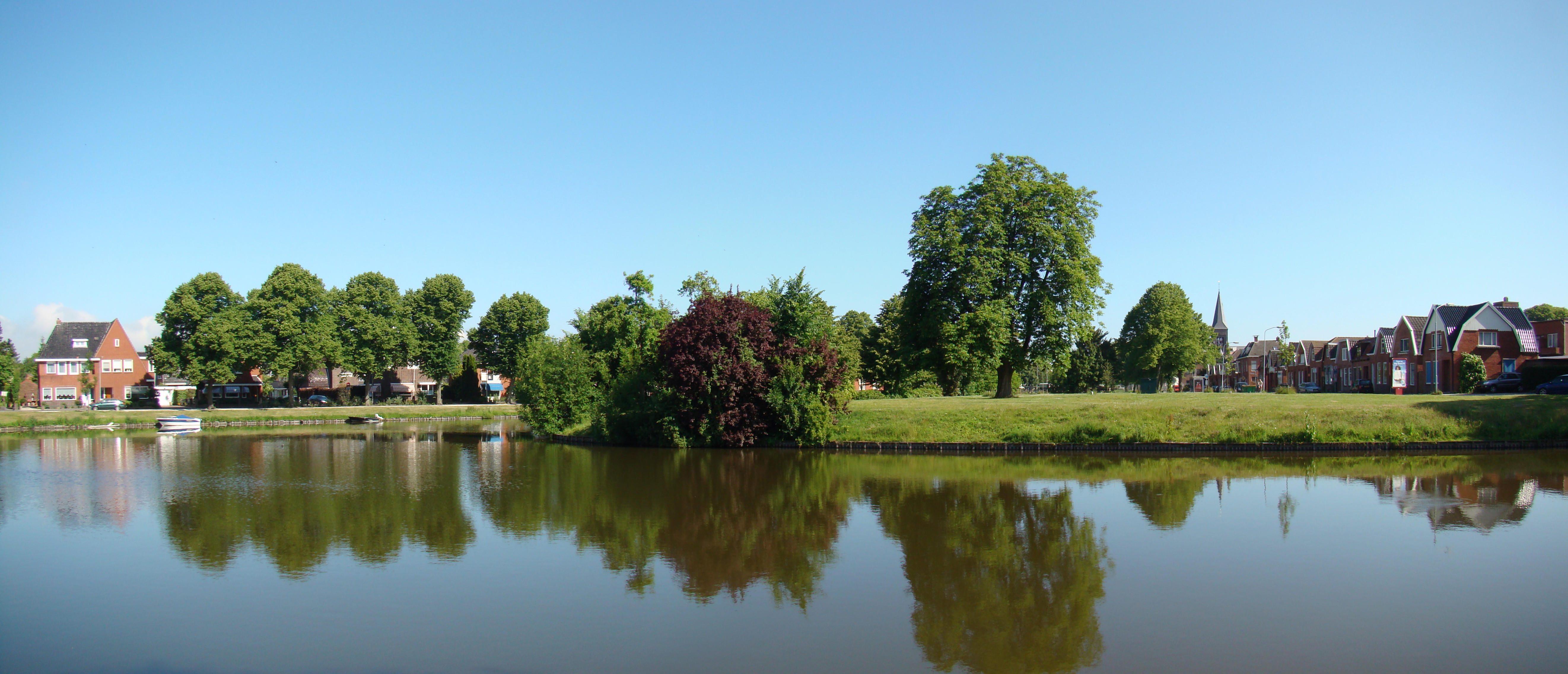
Panorama von Delfzijl

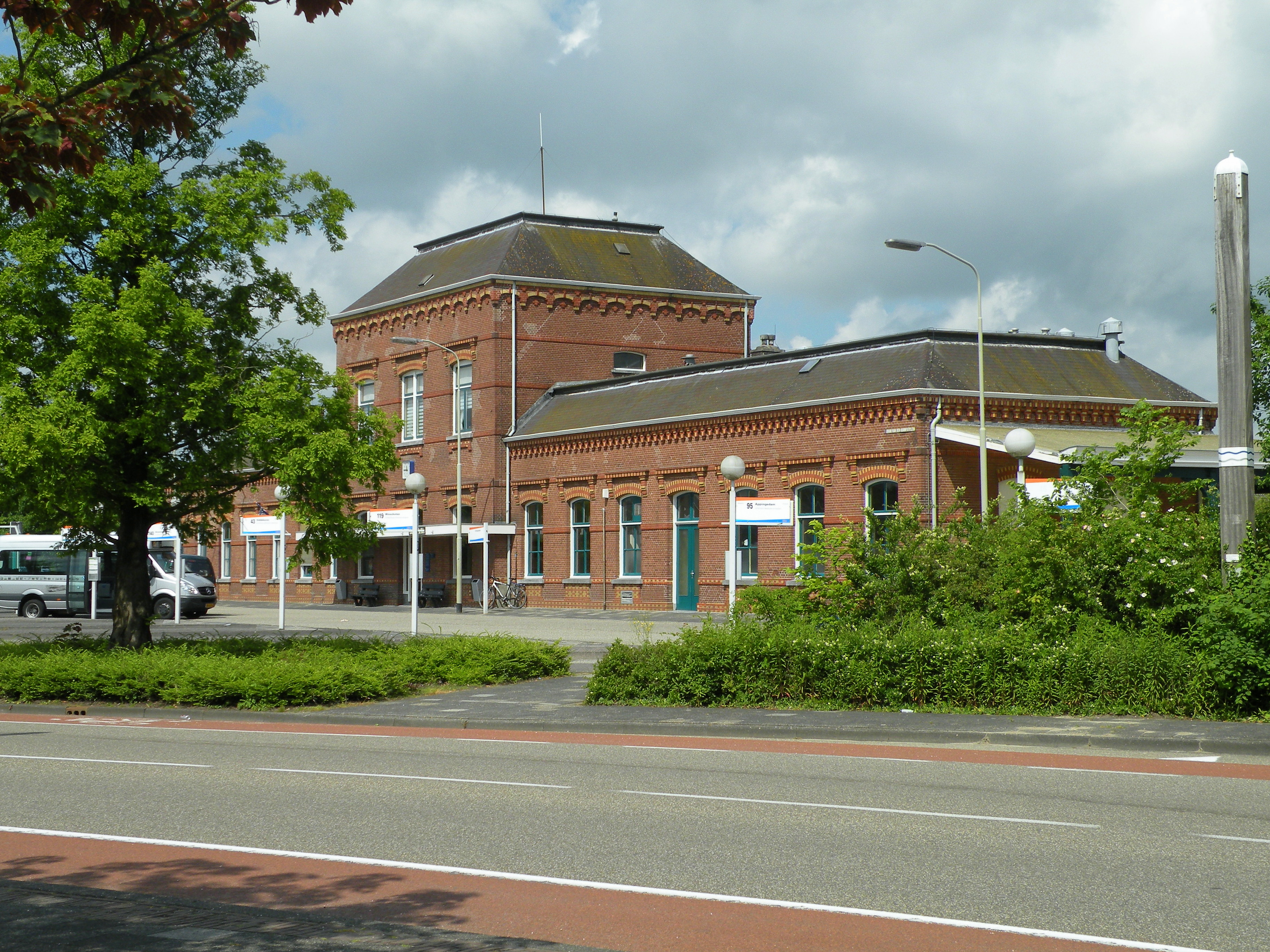
Bahnhof von Delfzijl

Es ist Mai, und Kommissar Maigret wird mit einem offiziösen Auftrag in den Norden der Niederlande geschickt. Jean Duclos, Professor für Soziologie an der Universität Nancy, der sich mit einem kriminologischen Vortrag auf einer Reise durch Nordeuropa befindet, ist bei seinem Aufenthalt in der Kleinstadt Delfzijl unter Mordverdacht festgenommen worden. Sein Gastgeber Conrad Popinga, ein ehemaliger Hochseekapitän und inzwischen Lehrer an der örtlichen Marineschule, wurde in der Nacht seines Aufenthalts erschossen, und ausgerechnet Duclos hielt die Tatwaffe in Händen, Popingas Revolver, den er im Bad gefunden haben will.
Neben Popinga und Duclos befanden sich zum Zeitpunkt des Mordes Popingas puritanische Ehefrau Liesbeth sowie deren jüngere Schwester Any Van Elst, ein intelligenter, aber wenig attraktiver Blaustrumpf, im Haus. Nachdem die Nachbarn Wienand die Gesellschaft bereits früh verlassen hatten, war auch der 18-jährige Cornélius Barens auf dem Heimweg. Für den Kadett der Marineschule und Halbwaisen hatte Frau Popinga die Rolle einer Ersatzmutter übernommen. Die gleichaltrige Beetje Liewens, die Tochter eines einflussreichen Bauern, wurde von Popinga zum heimischen Bauernhof begleitet, nachdem er zuvor ausgelassen mit dem Mädchen getanzt und geflirtet hatte. Nach seiner Rückkehr wurde er aus dem Haus heraus erschossen, eine Tat, die aus Duclos’ Zimmer oder dem angrenzenden Bad begangen worden sein muss. Die polizeiliche Untersuchung fand Zigarrenspuren und eine Mütze im Haus. Deren Besitzer Oosting, genannt der „Baes“, ist ein Schiffer von der nahen Insel Workum, der sein Geld mit halblegalen Geschäften verdient und als Wortführer der „Kairatten“ gilt, einer Gruppe von Seeleuten, die im Hafen von Delfzijl herumlungern.
Die Untersuchung wird Maigret durch seine fehlenden Kenntnisse der niederländischen Sprache nicht leicht gemacht. So hat er wiederholt den Eindruck, dass Oosting ihm etwas anvertrauen will, woran ihn die Sprachbarriere hindert. Zu allem Überfluss betätigen sich sowohl Duclos als auch Any Van Elst als Hobbydetektive und zeigen sich wenig erbaut von Maigrets unkonventionellen Methoden. Der niederländische Kollege Pijpekamp hingegen möchte vor allem einen Skandal vermeiden und ist gerne bereit, der abgesprochenen Aussage von Oosting und Barens Glauben zu schenken, nach der ein längst abgereister ausländischer Matrose die Mütze des „Baes“ stahl und Popinga ermordete.
Als Briefe auftauchen, die die Affäre des Toten mit der jungen Beetje bestätigen, zeigt sich, dass der Antrieb von der 18-Jährigen ausging, die hoffte, an der Seite des ehemaligen Abenteurers und Seemanns der engstirnigen Kleinstadt und ihrem strengen Vater zu entfliehen. Dabei war Popinga nicht der Erste, den die Ausreißerin für ihren Traum vom Großstadtleben zu verführen versuchte. Zuvor plante sie bereits eine Flucht mit ihrem Turnlehrer, und als sich der in seiner Ehe gefangene Popinga als zu zögerlich erwies, machte sie sich mit derselben Absicht an den gleichaltrigen Cornélius heran. Für den lebenslustigen Popinga dagegen war das Mädchen ein harmloser Flirt von der Art seiner Abenteuer als Matrose auf Landgang oder, als er sesshaft geworden war, der Tändelei mit seinem Dienstmädchen.
Bei einem Lokaltermin lässt Maigret alle Beteiligten den Ablauf des Tatabends nachspielen, wobei er selbst die Rolle des Opfers übernimmt. Das Schauspiel entlarvt, dass einzig Any Van Elst beim Gang zum Haus der Popingas die Gelegenheit hatte, die Mütze von Oostings Boot zu stehlen. Dabei wurde sie vom Schiffer beobachtet, der ihr heimlich folgte. In einer Wiederholung der Ereignisse fällt auch dieses Mal ein Schuss, den Cornélius Barens auf Maigret abgibt, um seine Gastfamilie zu schützen. Doch der Kommissar, der die Tatwaffe zuvor mit Platzpatronen gefüllt hat, bleibt unverletzt. Als Täterin entlarvt er allerdings eine Andere: Any Van Elst, die einst von Popinga verführt worden war und ihn seither unerwidert liebte. Zwar konnte sie es hinnehmen, ihren Angebeteten mit ihrer Schwester zu teilen, nicht jedoch mit der koketten Beetje, und so plante sie nach dem kriminalistischen Vortrag und Popingas Flirt mit ihrer jungen Rivalin ein perfektes Verbrechen an ihrem untreuen Geliebten, bei dem sie lediglich zu viele unglaubwürdige Spuren auslegte.
Der Aufklärung folgt betretenes Schweigen und ein Herzanfall der Witwe. Ohne Dank reist Maigret bereits am nächsten Morgen zurück nach Paris, wobei ihn nicht einmal der entlastete Duclos begleiten will. Zwei Jahre später trifft der Kommissar Beetje wieder. Die Heirat mit einem Vertreter hat der jungen Frau die Flucht aus Delfzijl ermöglicht, ohne dass sich das ersehnte Glück in ihrem Leben eingestellt hätte. Sie weiß jedoch von Any Van Elst zu berichten, die sich am Tag, als der Prozess gegen sie eröffnet werden sollte, mit einer Gabel das Leben nahm.

## Hintergrund

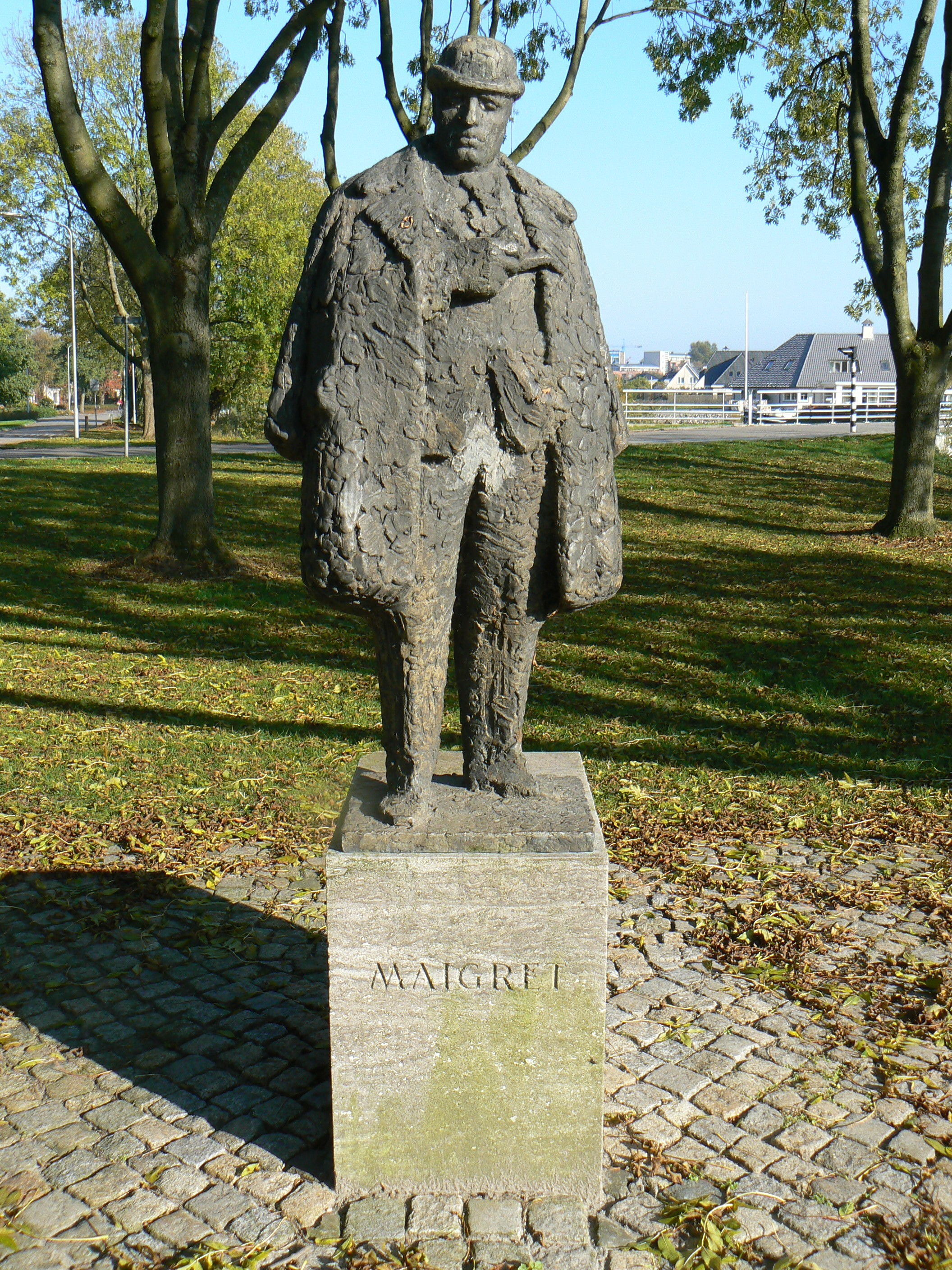
Maigret-Skulptur von Pieter d’Hont in Delfzijl

Mit dem Roman Maigret und das Verbrechen in Holland ließ Georges Simenon seine Romanfigur Maigret an jenen Ort zurückkehren, an dem sie der Autor einst erfunden hatte: in die niederländische Hafenstadt Delfzijl. Hier lag im September 1929 Simenons Boot Ostrogoth vor Anker, um es kalfatern zu lassen, während sich der Autor die Zeit in einem Café vertrieb. Rückblickend beschrieb er: „Habe ich ein, zwei oder sogar drei kleine Genever mit einem Schuss Bitter getrunken? Jedenfalls sah ich nach einer Stunde, ein wenig schläfrig, allmählich die mächtige, unbewegliche Statur eines Mannes sich abzeichnen, der mir einen rechten Kommissar abzugeben schien.“ Tatsächlich fanden Simenon-Forscher später heraus, dass Simenon vor Ort zwar einen Roman mit einer Nebenfigur namens Maigret geschrieben hatte, dass jedoch der erste echte Maigret-Roman Maigret und Pietr der Lette erst Monate später entstanden war. Dennoch führte die Legende dazu, dass die Stadt Delfzijl eine lebensgroße Maigret-Statue aufstellen ließ, die der niederländische Künstler Pieter d’Hont geschaffen hatte. Bei der Enthüllung am 3. September 1966 waren neben dem Autor vier Schauspieler anwesend, die den Kommissar in Filmen oder Fernsehserien verkörpert hatten: Rupert Davies, Heinz Rühmann, Gino Cervi und Jan Teulings.
Neben Maigret und das Verbrechen in Holland spielen noch einige andere Werke Simenons ganz oder teilweise in Holland: Maigret und der Fall Nahour, Der Mörder sowie Der Mann, der den Zügen nachsah. Auch in letzterem, einem Non-Maigret-Roman, heißt die Hauptfigur Popinga, ein Name, den Simenon einem Polizisten entlehnte, den er in den Niederlanden kennengelernt hatte. Einige der Handlungsorte aus Maigret und das Verbrechen in Holland lassen sich noch heute in Delfzijl wiederfinden, so heißt der Kanal Amsterdiep des Buches in Wirklichkeit Damsterdiep, die Insel Workum ist Borkum. Simenon selbst war rückblickend der Meinung, die Schauplätze und Figuren des Romans seien so nahe an der Realität, dass er nach der Veröffentlichung nicht wieder in die Stadt Delfzijl zurückkehren könne.

## Interpretation
„Ordentlich bis hin zur totalen Langeweile“ beschreibt Tilman Spreckelsen Delfzijl, wie es Simenon in Maigret und das Verbrechen in Holland vorführt, eine Langeweile, die durch die „kreuzbrave Familie Wienands“ personifiziert wird, die selbst dem Autor „einfach zu langweilig“ sei, um ihr einen Mord zuzutrauen. Peter Foord verweist auf die protestantische Ethik, die für die Spannungen im Ort verantwortlich sei und sich als Crux des Verbrechens herausstelle. Laut Roddy Campbell dreht sich der Roman vor allem um den Konflikt zwischen dem soliden, angepassten Leben der Bürger der Stadt und dem Ausleben der persönlichen Bedürfnisse Einzelner. Der Konflikt spielte auch in Simenons Vita eine große Rolle, das Ehepaar Popinga erinnert Campbell an Simenons Eltern und ihr kleinbürgerliches Umfeld in Brüssel, aus dem der Autor ausbrach, um ein freies Leben in Paris zu führen. Ihren Ausdruck finden die unterschiedlichen Lebensstile in der Gegenüberstellung von holländischer und französischer Mentalität, wobei Figuren wie Beetje und Popinga diese Grenze überschreiten. Maigret und das Verbrechen in Holland ist einer der ersten Romane, in denen Simenon das Thema der Flucht aus dem angestammten Milieu aufwirft, das sich in zahlreichen späteren Werken wiederfindet, so etwa in Die Flucht des Monsieur Monde. Am Ende ist auch aus der Ausreißerin Beetje eine respektable Vertreterin der Bourgeoisie geworden.
Für Frank Böhmert handelt es sich bei Beetje, dem „Mädchen mit der Kuh“, bei dem sich Maigret im ersten Kapitel als Geburtshelfer eines Kalbes beweisen muss, um eine „prächtige Figur“. Stanley G. Eskin sieht in dem „scheinbar munteren und unverdorbenen Bauernmädchen“ den Prototyp einer zynischen Femme fatale und eines Vamps, der Männer wie ihren naiven Altersgenossen von sich abhängig mache. Tilman Spreckelsen entdeckt in der Frühphase der Serie eine Häufung von Romanen, in denen es stets die „bösen Frauen“ seien, „die mit ihrer Sinnlichkeit brave Männer zu Grunde richten“. Das Thema findet sich sowohl im Vorgänger Maigrets Nacht an der Kreuzung als auch im Nachfolger Maigret am Treffen der Neufundlandfahrer. Für Tim Morris herrscht jedenfalls den ganzen Roman hindurch eine Atmosphäre von Misogynie. Maigret sei wütend auf Beetje, zu der sich alle Männer, den Kommissar eingeschlossen, hingezogen fühlen, er sei wütend auf die Männer, die dem sexuellen Miasma des Mädchens erliegen, und er sei wütend auf die übrigen Frauen, die hässlich, verblüht und eifersüchtig seien.
Die Schroffheit, die Maigret im Roman zeigt, ist laut Peter Foord auch eine Folge der unterschwelligen Feindseligkeit, die dem Kommissar entgegenschlägt, als er sich in die Affäre einer fremden Stadt und eines fremden Landes einmischt. Seine anfängliche Inaktivität lässt ihn in den Augen der Einheimischen als maßlos überschätzen Eindringling aus Paris erscheinen, während die Aktivität in Wirklichkeit in seinem Kopf stattfindet. Im Gespräch mit Duclos wendet sich Maigret dezidiert gegen eine wissenschaftliche Kriminologie. An anderer Stelle verkündet er seine Maxime „Ich ziehe nie Schlüsse“, die sich in Maigrets Pfeife sogar zu „Ich denke niemals nach“ verschärft. Stattdessen betont der Roman Maigrets Menschlichkeit, sein Mitgefühl und sein Einfühlungsvermögen, das ihn das Verbrechen durch die Augen des Mörders nacherleben lässt. Dazu heißt es: „Vielleicht war er nie menschlicher als jetzt“. Die Schlussszene, in der sämtliche Beteiligte unter der Regie des Kommissars das Verbrechen rekonstruieren, ist laut Peter Foord ein Rückgriff auf Versatzstücke klassischer Kriminalromane. Tim Morris fühlt sich dabei an Agatha Christies Hercule Poirot erinnert. Die Auflösung lässt Maigret unbefriedigt zurück: der Mord ist psychologisch nachvollziehbar und weckt Mitleid mit der Täterin. Leser und Kommissar beschleicht die Ahnung, die Tat wäre besser unaufgeklärt geblieben. Als Maigret vom Suizid der Schuldigen erfährt, lässt er seinem Zorn freien Lauf.

## Rezeption
Roddy Campbell bezeichnete Maigret und das Verbrechen in Holland als seinen persönlichen Favoriten unter den frühen Maigret-Romanen. Es handle sich um eine gute Detektivgeschichte, die viele typische Elemente des Genres in sich vereine: von der Vielzahl an Verdächtigen, den Hinweisen und roten Heringen bis zur Rekonstruktion des Verbrechens in Anwesenheit aller Beteiligten. Doch der Roman gehe darüber hinaus und stoße in die Bereiche von Psychologie und Soziologie vor mit Einsprengseln von Humor, Sozialsatire und echtem menschlichen Mitgefühl. Im Gegensatz dazu nannte Tim Morris den Roman eines der „obskureren“ Werk des Autors. Simenons hastige Schreibweise zeige sich in der Zusammenhanglosigkeit verschiedener Handlungselemente und einigen nicht zu Ende geführten Szenen.
The Spectator las „eines der ruhigeren Abenteuer des Kommissars“. Die trostlose Handlung lasse den Blick auf Simenons beschreibende und erzählende Fähigkeiten frei. Landschaften und Figuren seien genau beobachtet und lebendig eingefangen, dass man sich fühle, als habe man „einige Zeit in der engstirnigen kleinen Stadt mit ihren Kanälen und ihrer sozialen Gehemmtheit verbracht“. Tilman Spreckelsen lobte: „wie Simenon auf 165 Seiten ein facettenreiches Panorama von Stadt und Einwohnern entwirft, das hat schon was.“ „Eindringlich, knapp, mit zärtlicher Ruhe“ fand Frank Böhmert den Roman verfasst, von dem ihm einzelne Szenen im Gedächtnis blieben, als stammten sie aus einem Spielfilm: „So bildmächtig ist dieser kleine Krimi geschrieben.“
Die New York Times Saturday Review of Book and Art sah in Maigret und das Verbrechen in Holland ebenso wie in Maigret und der Spion „exzellente Beispiele des Werks von Georges Simenon, der wegen der Geschwindigkeit, mit der er seine Detektivgeschichten ausstößt, der französische Edgar Wallace genannt wird.“ Damit ende die Ähnlichkeit jedoch bereits, denn Simenon setze nicht wie sein englischer Kollege auf rasante Action und aufregende Effekte: „Sein Kommissar Maigret ist so ziemlich der ruhigste Detektiv, der in der Literatur bekannt ist, doch ist er nichtsdestotrotz effektiv.“ Für Kirkus Reviews war das „Garn“ der Romane „temporeich und gut lesbar“: „Maigret verspricht binnen Kurzem ein anerkannter Klassiker zu werden“.
Die Romanvorlage wurde zweimal verfilmt. In der französischen TV-Serie Les Enquêtes du Commissaire Maigret spielte 1976 Jean Richard den Kommissar Maigret.  Zwanzig Jahre später wurde in der französischen Fernsehserie Maigret mit Bruno Cremer die Handlung nach Finnland verlegt.

## Ausgaben
- Georges Simenon: Un crime en Hollande. Fayard, Paris 1931 (Erstausgabe).
- Georges Simenon: Maigret in Holland. Übersetzung: Hansjürgen Wille und Barbara Klau. Kiepenheuer & Witsch, Köln 1960.
- Georges Simenon: Maigret in Holland. Übersetzung: Hansjürgen Wille und Barbara Klau. Heyne, München 1966.
- Georges Simenon: Maigret und das Verbrechen in Holland. Übersetzung: Renate Nickel. Diogenes, Zürich 1980, ISBN 3-257-20809-X.
- Georges Simenon: Maigret und das Verbrechen in Holland. Sämtliche Maigret-Romane in 75 Bänden, Band 8. Übersetzung: Renate Nickel. Diogenes, Zürich 2008, ISBN 978-3-257-23808-2.